# Lake Louise
Lake Louise è un'hamlet canadese di 691 abitanti, situato nella provincia dell'Alberta, nella Divisione No. 15. Si trova a un'altitudine di 1540 m all'interno del Parco nazionale Banff, poco distante dalla cittadina di Banff e nelle vicinanze dell'omonimo lago. Sia la località sia il lago prendono il nome dalla principessa Luisa, duchessa di Argyll.

## Geografia fisica
Lake Louise si trova nelle Montagne Rocciose Canadesi nella valle bagnata dal fiume Bow. Dista circa 3 km dall'omonimo lago glaciale. È circondata da diversi picchi delle montagne rocciose dell'Alberta, in particolare, la catena montuosa dello Slate Range sul lato orientale della vallata e il monte Temple sul lato sud-occidentale della vallata e del lago.

## Storia

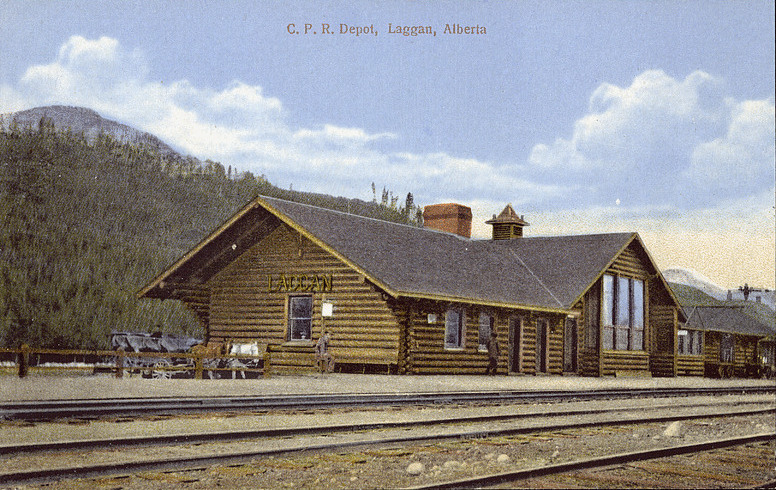
Cartolina postale del 1915 che mostra la stazione ferroviaria col vecchio nome dell'insediamento, Laggan.

Il primo insediamento risale al 1884 come campo per ospitare gli operai che lavoravano alla costruzione della nascente linea ferroviaria della Canadian Pacific Railway. L'insediamento venne chiamato prima Holt City e poi Laggan. Nel 1914 venne, infine, rinominato Lake Louise come il vicino lago, il quale era stato scoperto nel 1882 dagli operai della compagnia ferroviaria. Il lago era stato inizialmente chiamato lago di smeraldo (Emerald lake in inglese) e poi nel 1884 lago Louise (Lake Louise in inglese) in onore della principessa Luisa, quarta figlia della regina Vittoria e moglie del marchese di Lorne, governatore generale del Canada dal 1878 al 1883.
Con l'inserimento di Lake Louise all'interno del parco nazionale Banff nel 1892, l'hamlet è stato amministrato da diverse agenzie governative. Negli anni è diventato un'importante località turistica a livello nazionale e internazionale, grazie al vicino lago e all'omonima stazione sciistica, situata lungo il versante meridionale della catena montuosa dello Slate Range nelle Montagne Rocciose Canadesi.

## Monumenti e luoghi d'interesse

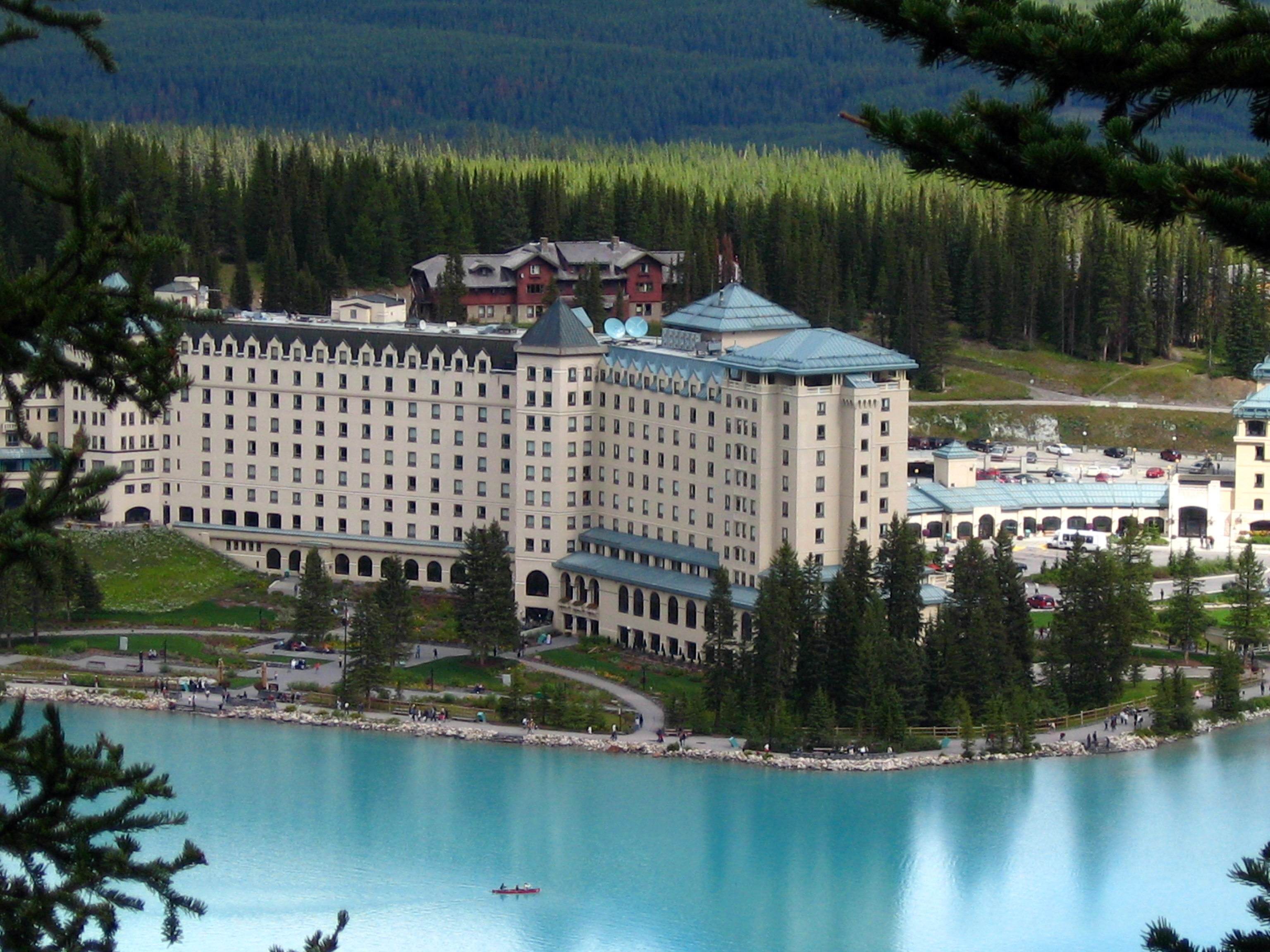
Vista dello Chateau Lake Louise.

- Lo Chateau Lake Louise è uno storico hotel situato lungo le sponde orientali del lago Louise. Nel 1890 venne costruito un primo chalet[4]. Guadagnò notorietà nei primi anni del XX secolo, crescendo anche in dimensioni e ospitando note personalità dell'epoca e membri di famiglie reali[4]. Dall'inizio degli anni ottanta la struttura venne tenuta aperta tutto l'anno, diventando nota anche come sito per gli sport invernali, sfruttando i vicini impianti sciistici[4].

## Sport
Il Lake Louise Ski Resort è una delle tre principali stazioni sciistiche situate all'interno del parco nazionale Banff. Gli impianti si trovano a nord-est rispetto all'abitato e lungo il versante meridionale dello Slate Range. Le piste si sviluppano sui lati del monte Whitehorn e sono circondate dalle cime del monte Richardson, del Ptarmigan Peak, del Pika Peak e del Monte Redoubt. La stazione sciistica è anche sede della Coppa del Mondo di sci alpino, generalmente per delle prove veloci disputate nei mesi di novembre e dicembre. Le prime gare vennero disputate nel 1980 e sono state disputate continuativamente dal 1992 al 2019. Vi sono state disputate anche gare valide per la Nor-Am Cup e per la Coppa del Mondo di snowboard.